# い
En la escritura japonesa, los caracteres silábicos (o, con más propiedad, moraicos) い (hiragana) y イ (katakana) ocupan el segundo lugar en el sistema moderno de ordenación alfabética gojūon (五十音), entre あ y う; y el primero en el poema iroha, antes de ろ. En la tabla a la derecha, que sigue el orden gojūon (por columnas, y de derecha a izquierda), se encuentra en la primera columna (あ行, "columna A") y la segunda fila (a la que da nombre: い段, "fila I").
El carácter い proviene del kanji 以, mientras que イ proviene de 伊.
Se utiliza un carácter de menor tamaño, ぃ, ィ; para la formación de nuevos sonidos que no existen en el japonés tradicional, como ヴィ (vi), ティ (ti).
El antiguo carácter ゐ (wi), así como muchas apariciones del carácter ひ (hi) en posición no inicial han sido sustituidos en el japonés moderno por い.
El carácter い es el que se utiliza generalmente para alargar el sonido de la "e". Por ejemplo, la palabra 成形 se escribe en hiragana せいけい (seikei), pero se pronuncia sēkē. En raras ocasiones se utilizará え (e) para alargar la vocal "e".

## Romanización
Según los sistemas de romanización Hepburn, Kunrei-shiki y Nihon-shiki, い, イ se romanizan como "i".

## Escritura
| Escritura de い | Escritura de イ |

- El carácter い se escribe con dos trazos:

1. Trazo vertical aunque ligeramente curvo hacia abajo, con una subida al final.
2. Trazo vertical hacia abajo. También es algo curvo, y más corto que el primero.

- El carácter イ se escribe con dos trazos:

1. Trazo diagonal de arriba a la derecha hacia abajo a la izquierda.
2. Trazo vertical hacia abajo.

## Otras representaciones
- Sistema Braille:

| ●－ －－ |

- Alfabeto fonético: 「いろはのイ」 ("la i de iroha", el antiguo poema pangrámico japonés")
- Código Morse: ・－

- Datos: Q40462
- Multimedia: い / Q40462